# Gérard Lelièvre
Gérard Lelièvre (ur. 13 listopada 1949 w Laval) – francuski lekkoatleta specjalizujący się w chodzie sportowym, trzykrotny uczestnik letnich igrzysk olimpijskich (Montreal 1976, Moskwa 1980, Los Angeles 1984).

## Sukcesy sportowe
- trzynastokrotny mistrz Francji w chodzie na 20 kilometrów – 1972, 1973, 1974, 1975, 1976, 1977, 1978, 1979, 1980, 1981, 1982, 1983, 1984[1]
- dziesięciokrotny mistrz Francji w chodzie na 50 kilometrów – 1973, 1974, 1975, 1976, 1977, 1979, 1980, 1981, 1982, 1983
- siedmiokrotny halowy mistrz Francji w chodzie na 5000 metrów – 1978, 1979, 1980, 1981, 1982, 1983, 1984[2]

| Rok  | Miasto      | Zawody                            | Konkurencja    | Wynik         |
| ---- | ----------- | --------------------------------- | -------------- | ------------- |
| 1976 | Montreal    | Igrzyska olimpijskie              | chód na 20 km  | 9. miejsce    |
| 1981 | Grenoble    | Halowe mistrzostwa Europy         | chód na 5000 m | brązowy medal |
| 1982 | Ateny       | Mistrzostwa Europy                | chód na 20 km  | 4. miejsce    |
| 1983 | Helsinki    | Mistrzostwa świata                | chód na 20 km  | 5. miejsce    |
| 1983 | Bergen      | Puchar Świata w chodzie sportowym | chód na 50 km  | 5. miejsce    |
| 1984 | Los Angeles | Igrzyska olimpijskie              | chód na 20 km  | 15. miejsce   |
| 1985 | Paryż       | Światowe igrzyska halowe          | chód na 5000 m | złoty medal   |

## Rekordy życiowe
- chód na 5000 metrów (hala) – 19:06,20 – Paryż 19/01/1985
- chód na 10 000 metrów – 39:31,4 – Sotteville-lès-Rouen 21/07/1984
- chód na 20 kilometrów – 1:21:37 – Helsinki 07/08/1983